# Ботанический сад (Нижний Новгород)
Ботанический сад Нижегородского государственного университета им. Н. И. Лобачевского — ботанический сад, расположенный в Приокском районе Нижнего Новгорода. Является научным учреждением и находится в ведении Нижегородского государственного университета им. Н.И Лобачевского. Это крупнейший в Поволжье ботанико-экологический научный центр по акклиматизации и интродукции растений, где произрастает более 5000 видов различных растений. Является памятником природы регионального значения.

## История
Инициатива создания ботанического сада при ГГУ принадлежала заведующему кафедрой ботаники профессору Сергею Сергеевичу Станкову. Соответствующее решение было принято властями в 1933 году. Для организации сада было выделено 250 га на юго-восточной окраине города на территории Анкудиновской дубравы. Директором был назначен С. С. Станков. Планировкой сада занимался ландшафтный архитектор Е. В. Шервинский. Согласно плану на территории сада должны были расположиться лабораторный корпус, участки с растениями, скульптуры и фонтаны. В двухэтажном П‑образном здании предполагалось разместить аудиторию на 200 человек с кино-будкой, библиотеку, музей и гербарий в боковых крыльях. Но из-за сложной международной обстановки и последующей войны запланированное не было осуществлено. Было возведено деревянное здание конторы и освоено около 75 га территории. Позднее площадь сада сократилась до 35,2 га. В довоенный период начал выпускаться каталог семян для обмена с отечественными и зарубежными ботаническими садами, дендрарий насчитывал около 700 видов деревьев и кустарников, в оранжереях была собрана хорошая коллекция субтропических и тропических растений. Во время войны целью коллектива сада стало сохранение ценных коллекций растений и помощь фронту. Выращивались лекарственные растения и сельскохозяйственные культуры, рассада для колхозов. После окончания войны сад вернулся к своей основной деятельности — развитию коллекций и экспозиций.
С 1948 года начинается работа с коллекцией сортовых многолетних цветочно-декоративных растений: флоксов, георгин, пионов, гладиолусов, роз и др. В результате многолетней работы были получены гибриды, получившие авторские свидетельства и отмеченные медалями на выставках.
В 1953 году в оранжереях выращивалось 524 вида тропических и субтропических растений.
В 1957 году директором становится С. И. Завыленков. При нём начинаются масштабные восстановительно-ремонтные работы. Количество оранжерей увеличивается до трех, а площадь составляет 750 м2.
С 1975 года началась работа с редкими растениями, к 1977 году в коллекции их насчитывалось 25 видов.

## Структура ботанического сада
Структурно ботанический сад состоит из следующих отделов:
1. Учебно-научная лаборатория интродукции, изучения и охраны мировой флоры, которая включает:
  - Дендрологическую коллекцию.
  - Коллекцию тропической и субтропической флоры.
  - Коллекцию травянистых растений открытого грунта.
2. Учебно-научная лаборатория изучения региональной флоры и растительности.
3. Учебно-научная биотехнологическая лаборатория микроклонального размножения растений.
4. Учебно-научная лаборатория инновационных технологий производства растений.

### Дендрарий

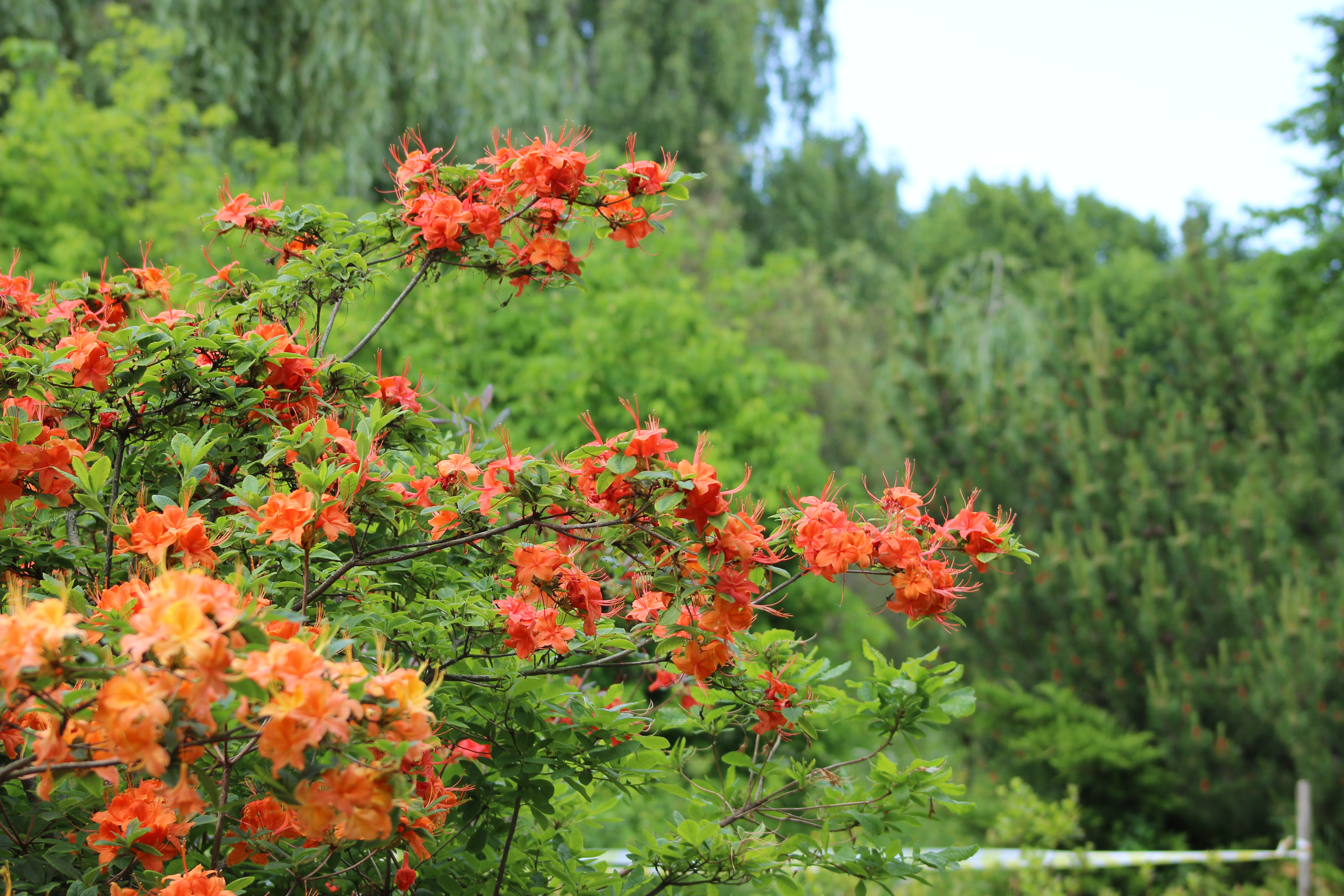
Рододендрон

Дендрарий включает в себя аллеи и парки с различными видами деревьев и кустарников. Экскурсия начинается с собрания кустарников рода рододендрон семейства вересковых. Есть сиреневая аллея, на которой собраны практически все представители этого вида (26 наименований). В хвойной части дендрария представлено более 100 видов деревьев. Среди них есть кедровый стланик, о котором мало что известно науке. Есть аллеи коллекционных берез и лип, туевая аллея, скумпиевая дорожка, розарий (85 видов и сортов). Протяженность экскурсии по этой части сада составляет около полутора километров.

### Отдел тропической флоры
Площадь оранжерей на территории сада составляет 800 м². В оранжерее насчитывается около 2000 видов растений из 110 семейств. Представлены тропические и субтропические растения из различных флористических областей и разнообразных фитоценозов. Есть тропические пищевые растения: ананас, кофе, авокадо, ваниль, лавр, мушмула, банан, персик, фейхоа, монстера, лекарственные растения: алоэ, софора японская, каланхоэ, гранат, лавровишня, инжир и другие, а также пряности: чёрный перец, лавр, коричник и т. д.
Коллекция орхидей насчитывает около 500 видов, некоторые из которых являются в природе исчезающими или уже практически исчезнувшими видами. Отдельный участок выделен для кактусов, в том числе плодоносящих, и других суккулентов. Есть пальмовая оранжерея. Влажные прохладные субтропики представлены хвойными растениями: кипарисами, араукариями, криптомерией, биотой, тисом.

### Отдел травянистых растений открытого грунта
Территориально отдел включает: систематический участок, альпинарии, миксбордеры; специализированные участки - примулярий, теневой садик, сад споровых.